# St. Peter, St. Märgen
Das Landschaftsschutzgebiet St. Peter, St. Märgen ist ein mit Verordnung der Unteren Naturschutzbehörde beim Landratsamt Breisgau-Hochschwarzwald vom 16. Juni 2003 ausgewiesenes Landschaftsschutzgebiet (LSG-Nummer 3.15.031).

## Lage und Beschreibung
Das 6.719,9419 Hektar große Gebiet umgibt die Gemeinden St. Peter und St. Märgen und gehört zu den Naturräumen Hochschwarzwald und Südöstlicher Schwarzwald.
Laut Steckbrief handelt es sich um eine typische, streubesiedelte Schwarzwaldlandschaft von besonderer Eigenart, Vielfalt und Schönheit. Die Leistungsfähigkeit eines ausgewogenen und vielfältigen Naturhaushaltes ist zu gewährleisten, die Naturgüter sind zu bewahren und der Erholungswert der Landschaft ist zu erhalten; vielfältiges Landschaftsbild und großflächige Waldgebiete und Wiesen; erhebliche Bedeutung für die naturbezogene Erholung. Die besondere Eigenart dieses Bereichs des Hochschwarzwaldes besteht im charakteristischen Wechsel von Wäldern und offener, überwiegend als Grünland genutzter Landschaft.
Die Landschaft wird im Westen durch tief eingeschnittene enge Täler mit steilen Hängen gegliedert, erreicht bei den Ortschaften eine Plateaulage und kann im Norden auf Höhenlagen von über 1000 m ansteigen. Daraus ergeben sich abwechslungsreiche und vielfältige Landschaftseindrücke, die durch die Vielzahl von naturnahen Landschaftselementen wie z. B. Bachläufen, Feuchtwiesen, Feldhecken, Baumreihen oder Einzelbäumen bereichert werden. Durch die Streubesiedlung mit oft historischen Schwarzwaldhöfen entsteht ein harmonisches und von technischen Eingriffen weitgehend freies Landschaftsbild. Die Landschaft erfüllt bedeutsame Funktionen für den Erhalt einer Vielfalt von Tier- und Pflanzenarten.
Ausgenommen von der Landschaftsschutzgebietsverordnung sind die Naturschutzgebiete Zweribach (Naturschutzgebiet) und Häuslematt.
Im Norden liegen die Gewässer Zweribach und Plattensee. Das Landschaftsschutzgebiet hat Anteil am FFH-Gebiet Kandelwald, Roßkopf und Zartener Becken und am Vogelschutzgebiet Mittlerer Schwarzwald.

## Schutzzweck
Schutzzweck ist gemäß Schutzgebietsverordnung
- die Erhaltung der besonderen Eigenart, Vielfalt und Schönheit der typischen streubesiedelten Schwarzwaldlandschaft;
- die Gewährleistung der Leistungsfähigkeit eines ausgewogenen und die Bewahrung des vielfältigen Naturhaushaltes die Naturgüter und die Erhaltung des Erholungswert der Landschaft ist zu erhalten;
- die Erhaltung des vielfältigen Landschaftsbilds mit großflächigen Waldgebiete und Wiesen; Es besitzt eine erhebliche Bedeutung für die naturbezogene Erholung;
- die Erhaltung der besonderen Eigenart dieses Bereichs des Hochschwarzwaldes mit seinem charakteristischen Wechsel von Wäldern und offener, überwiegend als Grünland genutzter Landschaft;
- die Erhaltung der durch die Streubesiedlung mit oft historischen Schwarzwaldhöfen entstandenen und von technischen Eingriffen weitgehend freien Landschaftsbilds.